# والاتری (پرو)
والاتری (به اسپانیایی: Wallatiri) یک کوه در پرو است که در Peru, Tacna Region واقع شده‌است. والاتری ۴٬۶۰۰ متر بالاتر از سطح دریا واقع شده‌است.